# Distretto di Eşme

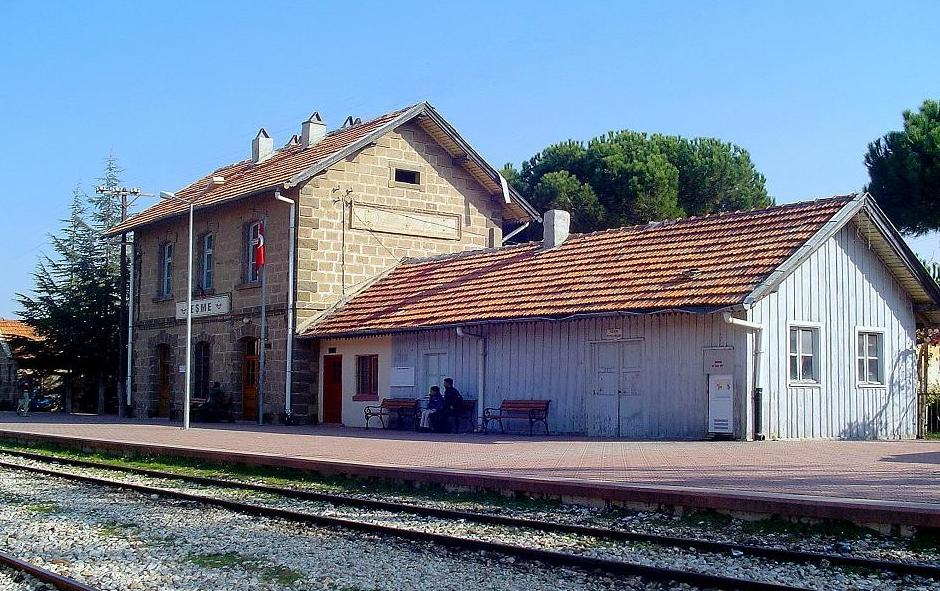
Eşme train station

Il distretto di Eşme (in turco Eşme ilçesi) è uno dei distretti della provincia di Uşak, in Turchia.